# 山本直也
山本 直也（やまもと なおや、1963年8月13日 - ）は、日本のフリーアナウンサー。シャベール所属。兵庫県加古川市出身。

## 略歴
関西大学文学部を卒業後、1988年に日本短波放送（ラジオたんぱ、現在のラジオNIKKEI）にアナウンサーとして入社した。
1989年に大阪支社へ転勤した。1991年から『中央競馬実況中継』の実況を担当するようになる。
1994年に再び本社へ異動した。
2003年に退社し、フリーアナウンサーとなる。
2007年には岩手県競馬組合が開催した「全国競馬場実況アナウンサーサミット」に中央競馬代表として白川次郎とともに参加した。4月9日に水沢競馬場で行われた一部のレースの実況を担当した。
2011年からはホッカイドウ競馬（門別競馬場）でも不定期で実況を担当している。
2021年6月22日には14年ぶりに水沢競馬場で実況を担当した。

## エピソード
- 趣味は映画鑑賞、ドラマ鑑賞、公営競技観戦、散歩、読書[6]。
- 大学時代には鳥居睦子や中井雅之らを輩出したサークル「海賊放送研究会」に所属していた[3]。
- 大学4年次には複数社のアナウンサー試験を受験したもののすべて不合格となり、結果的には就職留年して臨んだ5年次の秋にラジオたんぱの試験に合格するまで20社近くを受験した[3]。
- 近年は中山グランドジャンプの実況を優先的に配されている。その関係もあり、障害競走を実況する際に出走馬が障害を飛越する場面で発する「踏み切ってジャンプ!」は山本の代名詞になっており、2014年からは「踏み切ってジャンプぅ!Tシャツ」がラジオNIKKEIの公式グッズ「名実況Tシャツ」のうちの一つとして発売されている[7]。
- 2024年、プロ野球・千葉ロッテマリーンズの監督でJRAの馬主でもある吉井理人が、同年の個人スローガンとして「踏み切ってジャンプ!」を掲げた[8]。これがきっかけとなり、同年3月20日にラジオNIKKEIで特別番組『踏み切ってジャンプ!マリーンズ吉井理人監督2024年への決意』が放送され、山本と吉井の対談が実現した[9]。

## 現在担当中の主な番組
- 大橋照子のドキドキラジオ（インターネットラジオ） - 第4週担当。番組内のニックネームは「山本菌」
- 中央競馬実況中継（ラジオNIKKEI）※大阪在籍時は第2放送のみ担当
- 先週の結果分析 → 先週の結果分析2 ～Feel Positive（グリーンチャンネル） - メインキャスター

## 競馬実況歴

### 中央競馬のGI、J・GI競走
- フェブラリーステークス（1997年 - 1999年、2003年 - 2008年、2010年 - 2011年、2014年 - 2016年）
- 高松宮記念（2002年、2006年、2009年、2017年[10] - 2018年）
- 大阪杯（2020年 - 2023年）
- 中山グランドジャンプ（1999年 - 2000年、2003年 - 2004年、2012年 - ）
- NHKマイルカップ（2004年 - 2005年、2007年）
- ヴィクトリアマイル（2018年[11] - 2019年、2024年 - ）
- 安田記念（2000年、2006年 - 2009年）
- スプリンターズステークス（2000年 - 2002年、2007年 - 2008年、2010年）
- 天皇賞（秋）（2019年 - 2020年）
- JBCレディスクラシック（2018年[12]）
- エリザベス女王杯（2018年、2023年 - ）
- マイルチャンピオンシップ（2017年[13]、2021年）
- ジャパンカップ（2022年）
- ジャパンカップダート→チャンピオンズカップ（2005年 - 2006年、2015年 - 2016年）
- 阪神ジュベナイルフィリーズ（2007年、2017年[14]）
- 朝日杯3歳ステークス（1998年）
- 中山大障害（J・GI前も含む）（1995年、2004年、2011年 - 2016年、2021年）
- 有馬記念（2004年） - 体調不良の小林雅巳の代役として実況[15]。この日は前半（1 - 6レース）の実況も担当していた。

### 中央競馬の障害重賞競走（判明分）
- 阪神スプリングジャンプ（2013年 - 2015年、2025年）
- 京都ハイジャンプ（京都大障害の時も含む）（1993年秋、2007年、2011年、2014年 - 2017年、2020年、2022年）
- 東京ジャンプステークス（2012年、2014年、2020年 - 2021年、2025年）
- 小倉サマージャンプ（2008年、2012年 - 2015年）
- 新潟ジャンプステークス（2011年、2013年 - 2015年、2020年 - 2021年）
- 阪神ジャンプステークス（阪神障害ステークスの時も含む）（1993年秋、2010年 - 2015年、2021年 - 2022年）
- 東京ハイジャンプ（1999年、2012年 - 2013年、2015年 - 2016年、2022年）

### ゲーム
- ROYAL ASCOT IIシリーズ（セガ）
- GI WINNING SIRE（コナミ） - バージョン2を担当。
- GI TURFWILDシリーズ（コナミ）
- GI-HORSEPARKシリーズ（コナミ） - 関東のレースを担当。
- GI-Turf TV（コナミ）
- GI-GranDesire（コナミ）
- GI-VICTORY ROAD（コナミ）
- GI-WorldClassic（コナミアミューズメント）
- ファイナルハロン（ナムコ）
- DERBY OWNERS CLUB（セガ）
- ダービー馬をつくろう!シリーズ（セガ） - 3より参加。

## 過去の出演

### ラジオ番組
- 大橋照子のテルネットイン
- 海原純子のラジオ診療室
- 21世紀の台湾と日本
- テレボート24
- シネマストリート
- 夕焼けチャンプルー
- Hot!ほっと大阪
- 合格いっぽん道 サンデースペシャル
- 各種公営競技実況中継（以上ラジオNIKKEI。ラジオたんぱ時代も含む）
- 家庭生活Q&A（ラジオ日本）

### テレビ番組
- 競馬場の達人（グリーンチャンネル、2015年10月25日）

### テレビCM
- キリンビール「キリン・ザ・ストロング」（2018年） - 実況アナウンサー役（声のみ）[16]